# منتخب التشيك تحت 18 سنة لكرة القدم
منتخب التشيك تحت 18 سنة لكرة القدم هو ممثل التشيك الرسمي في المنافسات الدولية في كرة القدم في فئة كرة قدم تحت 18 سنة للرجال
، يديريه اتحاد جمهورية التشيك لكرة القدم.